# 니시 쓰바사
니시 쓰바사(일본어: 西翼, にし つばさ, 1990년 4월 8일 ~ )는 일본의 전직 축구 선수로 현역 시절 포지션은 미드필더였으며 K리그 시절 등록명은 츠바사였다.

## 클럽 경력

### K리그 이전
2013년 폴란드 4부 리그의 그바르디아 코샬린에서 선수 생활을 시작한 후 5년간 레히아 그단스크, 비제프 우치, 레기아 바르샤바, 스토밀 오슈틴, 젬플린 미할로우체 등 주로 폴란드와 슬로바키아 리그에서 활동하며 통산 83경기 10골을 기록했지만 정작 J리그에서 뛰었던 경험은 전무하다.

### 대구 FC
젬플린 미할로우체를 끝으로 5년간의 유럽 리그 생활을 청산한 후 2018년 6월 15일 대한민국 K리그1의 대구 FC로 이적하며 구단 역사상 최초의 일본인 선수라는 타이틀을 얻었다.
대구 입단 후 2021 시즌까지 4시즌동안 공식전 94경기 6골 7어시스트를 기록하며 2018년 FA컵 우승, 2021년 FA컵 준우승, 2021년 AFC 챔피언스리그 16강 진출 등에 기여했고 특히 2021년 K리그1에서는 리그 34경기 3골 2어시스트를 기록하며 3위라는 대구 구단 역사상 K리그1 역대 최고 성적에도 크게 이바지한 뒤 2021 시즌을 끝으로 대구와 작별을 고했다.

### 서울 이랜드
2021 시즌을 끝으로 대구 FC와 계약이 만료된 이후 대한민국 K리그2 서울 이랜드로 이적한 뒤 광주 FC와의 2022년 K리그2 26라운드 홈 경기에서 K리그 통산 100번째 경기 출장 기록을 달성했으며 2023 시즌 후 현역 은퇴를 선언했다.

## 수상

### 클럽
대구 FC
- K리그1 : 3위 (2021)
- 코리아컵 : 우승 (2018), 준우승 (2021)